# Satolas-et-Bonce
Satolas-et-Bonce este o comună în departamentul Isère din sud-estul Franței. În 2009 avea o populație de 2.065 de locuitori.

## Evoluția populației
| An        | 1975 | 1982 | 1990  | 1999  | 2006  | 2009  |
| --------- | ---- | ---- | ----- | ----- | ----- | ----- |
| Populație | 760  | 880  | 1.365 | 1.651 | 1.941 | 2.065 |